# A Woman's Worth
A Woman's Worth este cel de-al doilea single extras de pe albumul de debut al cântăreței Alicia Keys. Piesa s-a bucurat de succes în S.U.A., ocupând poziția cu numărul șapte în prestigiosul clasament Billboard Hot 100.
A Woman's Worth a fost lansat în prima parte a anului 2002. Din punct de vedere al compoziției, melodia este scrisă integral de către Keys și reprezintă una dintre creațiile sale proprii. Spre deosebire de single-ul precedent, "A Woman's Worth" s-a bucurat numai de succes local, în S.U.A. unde a câștigat poziții în top 10. Pe plan internațional single-ul a fost un eșec, nereușind să câștige poziții în topurile din Europa. 
Pentru a promova melodia și albumul, Alicia a interpretat-o alături de Fallin' în cadrul unor festivaluri celebre (Grammy).

## Videoclip
Videoclipul filmat iulie 2001. pentru această piesă continuă povstea din anteriorul. În prima parte a acestuia Keys este surprinsă foarte agitată, deoarece ea remarcă faptul că iubitul său, recent eliberat din închisoare, acordă mai multă atenție carierei sale dacât relației lor. În paralel sunt arătate scene pe durata cătora Alicia îi explică unui copil valoarea iubirii. Ajuns acasă, acest băiețel ia cina alături de părinții săi, care încep să se certe iar discuția se transformă într-un scandal. Tatăl său îi părăsește lăsându-i traumatizați. În același timp Keys cântă la pian într-o grădină. Copilul iese în stradă și caută un telefon public. Cântăreața îl observă și iese să-l ajute să treacă peste aceste momente. Videoclipul se încheie prin intermediul câtorva cadre în care Alicia este surprinsă alături de iubitul său cât și cântând la pian.